# 나카노 아즈사

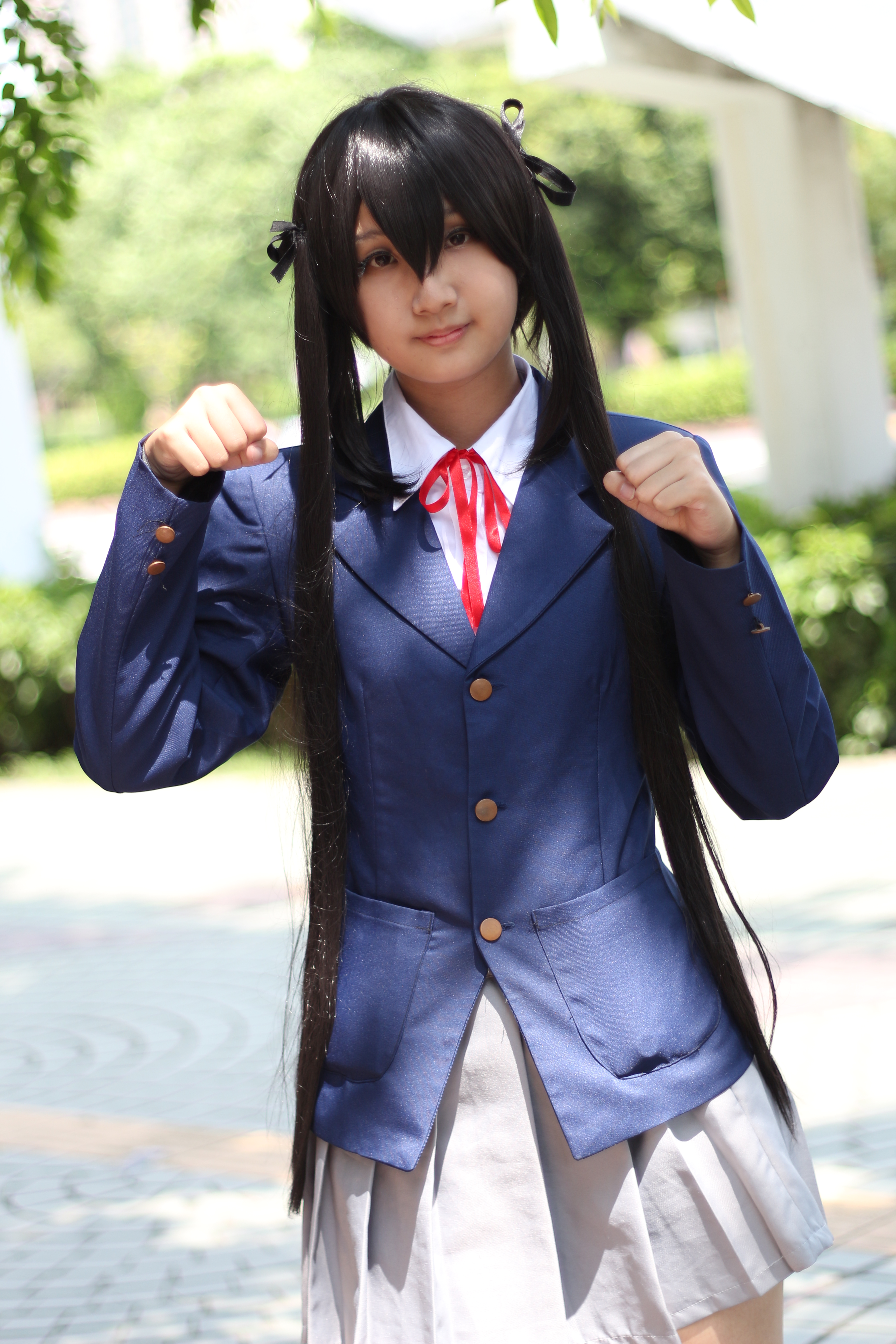
코스프레 모습

나카노 아즈사(中野 梓 나카노 아즈사[*])는 "케이온!"의 등장인물이자 경음부, 방과후 티타임의 구성원이다.
아즈사는 유이의 여동생인 우이와 같은 학년인데, 경음부에 참여하며, 펜더 무스탕 전자 기타를 연주하는 리듬 기타리스트이다. 그녀의 기타가 무스탕이기 때문에, 그녀는 급작스럽게 그녀의 기타에 뭇땅이라 이름 붙였다. 아즈사는 4학년 때부터 기타를 연주해 왔고 부모님이 재즈 밴드에서 일하고 있는 자칭 초보 기타리스트이다.

## 음악적 감성·재능
부모님이 재즈 밴드 출신이라는 영향으로 초등학교 4학년 때부터 기타를 연주해왔기 때문에, 연주 기술은 리드 기타인 유이보다 뛰어나다. 음악의 전문적인 지식도 많이 갖고 있기 때문에, 친구인 준으로부터 높은 평가를 받는다. 애니메이션 제1기에서 기타의 연주 실력을 보여주는 장면에서는, 레드 제플린의 지미 페이지, 너바나의 커트 코베인으로 추정되는 기타 음과 작화가 등장한다.

## ‘방과 후 티타임’ 관련
유이가 붙인 애칭으로 '아즈냥 (あずにゃん)' 이 있다. 처음에는 '이상한 별명' 이라고 말하며 마음에 들어하지 않았지만 시간이 지나면서 뚜렷한 반응을 보이지 않게 되었다. 유이 이외에는 '아즈사' 또는 '아즈사짱(あずさちゃん)'으로 부른다.
신입생 환영 라이브에서 유이의 기타 연주를 보고 동경하게 된 것이 경음악부에 입부한 이유 중 하나이지만 정작 유이가 어설픈 것이 많고 음악적 용어를 전혀 모르기 때문에 반대로 아즈사가 유이에게 기타를 가르치는 입장이 되었다. 입부한 후에는 경음악부의 '음악적 활동'을 위해 노력하는 미오를 동경하게 된다. 유이에 대해서는 다른 선배들보다 직설적으로 얘기하는 편이지만 유이가 무언가 음악적인 말을 꺼내면 감동하는 등 유이에 대한 기대를 져버린 것은 아니다. 유이가 없을 때는 리드 기타를 담당하기도 한다.
경음악부의 신입생 환영 라이브에 감동하여 입부했다. 처음에는 약간 고지식한 성격 때문에 늘어진 분위기의 경음악부를 좋아하지 않았지만, 시간이 지나면서 '늘어진 분위기'의 주역인 유이나 리츠와도 가까운 사이가 된다. 감기에 걸린 유이를 제외하고 학원제 라이브에 출연하는 것에 반대하거나, 본인이 2학년이었을 때의 신입생 권유 활동에 대해서 그 다음해에는 자신 1명만 경음악부에 남게 됨에도 불구하고 권유 활동을 끝맺는 등 점차 경음악부와 그 멤버들에게 애착을 보이게 된다. 동시에, 한 학년 차이 때문에 선배들과 같이 졸업할 수 없는 것에 대한 외로움도 느낀다.
부실에서 기르고 있는, 자라 비슷한 톤쨩을 처음에는 '특이하다' 라고만 생각했지만 시간이 지나면서 애착을 보이게 된다. 유이가 톤짱에 대한 애착만 보이고 정작 제대로 관리하지 않기 때문에 톤짱을 관리하는 일은 자연스럽게 아즈사의 일과 중 하나가 되었다.
기타로 무스탕을 사용하는 이유에 대해 '손이 작기 때문에, 넥이 가는 것을 선택했다'라고 말한다. 유이가 미오의 베이스에 '엘리자베스'라고 이름 붙여줬을 때 자신의 기타에게 '무스탕'에서 딴 '뭇땅(むったん)'이라는 이름을 붙였다.

## 성격
다른 경음부원보다 진지하고 자신이 실제로 느끼고 있는 감정을 인정하기를 싫어한다. 오히려 단지 연습을 할 때 동아리에서 코스플레잉을 하는 부분과 다과회에 의해 당황하게 되는 경우가 있다. 또한, 동아리 연습이 부족하고 여러 가지 문제에도 불구하고 어떻게 동아리 부원들이 그렇게 연주를 잘 하는지 궁금해한다. 성실하고 야무진 성격으로, 선배에 대해서는 가차 없이 불만을 털어 놓기도 한다. 하지만, 그녀는 케잌에 대해 확실한 약점을 가지고 있어 오히려 쉽게 편안해지게 수 있는데 종종 귀여움을 받으면 그렇게 된다.
만져지거나 놀림받으면 미오 이상으로 부끄러워하는 리액션을 보여준다. 유이가 그 반응을 매우 좋아하기 때문에 고양이귀 머리띠를 씌우는 등의 스킨십도 유이가 가장 많이 하기 때문에 확실히 유이의 스킨십의 희생자이다.  고양이 귀 모양 마리띠를 하고 고양이처럼 울은 뒤에 아즈냥이라는 별명을 얻게 되었다.("냥"은 일본어에서 야옹과 동일함) 이에도 불구하고 아즈사는 고양이를 그렇게 좋아하지는 않는다. 또한, 종종 자신의 생각을 무의식 중에 입 밖으로 내어버리는 일이 많으며 이면적인 성격으로, 기타나 음악에 관련된 상품들을 충동구매하기도 했다.
아즈사는 외로움을 매우 잘 타고 가끔 선배들이 모두 졸업했을 때 동아리에 혼자 남겨질 것을 걱정한다. 이것 때문에 "톤"이라는 거북이를 나머지 소녀들이 사 주었다. 밴드 밖에서 그녀는 종종 다른 소녀들이 바쁠 때마다 우이와 쥰과 서성거린다.

### 교우관계
경음부에서 아즈사는 아키야마 미오를 가장 존경하는데 이는 미오의 성숙하기도 하고 경험 많은 배이시스트(bassist)이기 때문이다. 그래서 심지어 미오에게 발렌타인 데이에 초콜릿을 주려고 하였다. 하지만, 그녀는 가끔 실수로 그녀의 몸무게와 같은 미오의 약점에 관한 발언을 한다. 또한 츠무기가 매우 아름답다는 것을 알아채면서 무기의 머리와 큰 눈을 부러워하고, 나중에 부실에서 단 둘이 있을 때 기타를 연주하는 방법을 가르치기를 시작한다. 참가한 이후로, 유이는 그녀에게 유지만큼 기타 연주에 관한 조언을 준다.

## 일상적인 기호
겉으로 드러내지 않으려고 애쓰지만 경음악부의 다른 멤버들과 마찬가지로 단 것을 좋아하기 때문에 츠무기가 가져오는 케이크 등에 넘어가버릴 때도 있다.
방은 재즈 밴드의 음반이나 카세트, SACD 등의 플레이어, 하이 클래스와 미들 클래스의 AV앰프 등 오디오 기기로 채워져 있기 때문에 '여자아이'라고 생각될만한 물건은 없다.

## 체질
아즈사의 머리카락은 머리 뒤로 길게 늘어진 검정 머리카락이고, 눈은 갈색이다. 아즈사는 기타에 재능이 있지만 유이와 미오와는 다르게 연주하면서 노래하는 데에 문제가 있다.
경음악부의 다른 구성원들보다 한 학년 아래로, 우이, 준(쥰)과 같은 학년이다.
매우 햇볕에 타기 쉬운 체질. 여름에는 자외선 차단제를 발라도 얼마 버티지 못하고 피부가 타버린다. 해변에서 다른 부원들과 시간을 보낼때, 그리고 다른 음악 축제동안 (심지어 선크림을 발랐음에도) 그랬다. 결과적으로 아즈사의 피부는 잘 타며 화상도 잘 입는다.  애니메이션에서는 여름의 노출 에피소드 이후에 1~2화 가량의 아즈사의 피부를 짙은 색으로 채색한다.
약간 푸른빛이 도는 흑발의 긴 트윈 테일이 특징. 경음악부 내에서 몸집이 가장 작으며, 제1기의 아즈사 캐릭터 송에서도 신장(150 cm)이 표기된 가사가 있다. 눈동자는 붉은 빛이 살짝 어린 적갈색.

## 와카바 걸즈
다른 부원이 졸업하자, 그녀는 그녀와 같이 하기로 한 우이와 쥰을 비롯하여 새로운 경음부장이 된다. 스미레와 나오 같은 새로운 두 부원과 함께, 그녀는 "와카바 걸즈"(若葉ガールズ 와카바 가루즈[*])라는 밴드를 결성한다. 와카바 걸즈의 첫번째 합숙동안 아즈사는 사와코에게 경음부의 페이퍼부장같이 행동할 수 없다는 믿음을 폭로한다. 하지만, 사와코는 부장을 정의할 만한 적절한 방법이 없고 아즈사는 잘 할 것이라는 사실을 넌지시 던진다. 같은 합숙에서 아즈사는 다른 부원들이 자신이 보컬리스트를 맡도록 하는 것이 꺼려졌지만 경음부의 보컬리스트가 되기로 한다.

## 인기
2011년 11월 11일은 TBS 인터넷 홈 쇼핑과 아카사카의 TBS 볼에서 나카노 아즈사의 생일을 기념하기 위해 각 행사장마다 1,111 장의 아즈사 생일 카드를 판매하였다. 또한, 나카노 아즈사가 전면에 그려진 티셔츠가 판매된 바가 있다.